# Tavroholna kislina
Tavroholna kislina je žolčna kislina, ki v jetrih nastane s konjugacijo holne kisline in tavrina.  V obliki natrijeve soli se izloča z žolčem v prebavila, kjer omogoča emulzifikacijo in absorpcijo maščob.  V čisti obliki je v obliki rumenkastih higroskopnih kristalov. V klinični uporabi izkazuje holagogni in holeretični učinek (pospešuje iztekanje in tvorbo žolča), vendar pri nas ni na trgu zdravila s tavroholno kislino.
V komercialne namene se tavroholna kislina pridobiva iz žolča govedi, ki je stranski proizvod v mesni industriji.